# Еоцен
Еоцен (од старогрчких речи ἠώς-ēṓs = зора и καινός= нова; нова зора) је геолошка епоха у ери кенозоика, трајао је од 56 до 33,9 милиона година. Назив симболише појаву нове фауне која се развила у овој епохи.
Епоха еоцена позната је као „мезонумулитик” јер се у њој нагло развијају Нумулити. Трајао је око 20 милиона година. Биљне врсте из мезозоика изумиру, а заступљене су породице жбунастих тропских биљних заједница: Proteacea, Amentacea, а најзаступљенији су родови Eucalyptus и палме (Cocos, Phoenix). Заједнице умереног појаса су још увек ретке (Quercus и Pinus). Сисари се снажно развијају, јављају се први представници коња висине вука, први јелени, тапири, волови и први торбари и месождери. У морима живе нумулити, пужеви, шкољке од којих неки и данас живе у тропским морима.
Еоцен је на основу седимената у Паратетису био подељен на доњи, средњи и горњи еоцен. У еоцену се јављају две области развића: северни (у области Северног и Аралско-туркестанског мора) и јужни (преостали део Тетиса). У северном делу седименти су представљени песковима, кречњацима, пешчарима и лапорцима. За време еоцена Тетис покрива и веће делове Европе. Еоценски седименти учествују у грађи Јадранског приморја. У доњем еоцену таложени су милолски кречњаци, у средњем алвеолински, а у средњем и горњем нумулитски кречњаци.
Алпска орогенеза се наставља појачано. У еоцену се одвија пиринејска фаза, као једна од најзначајнијих током орогенезе. Током ове фазе најзначајнија убирања су у Пиринејима. Тетис плави просторе на југу Европе и шири се према северу до Чешке масе, Карпата, Кавказа и преко Провансалског залива повезује се са Северним морем. Магматизам је оживео као и вулканизам у Северозападној Европи. Тетис је нагло увећан према северу. У Европи се и даље одржава Северно море, које је на истоку повезано са Аралско-туркестанским морем, а Провелинским заливом и са Тетисом. У распореду континената нема већих промена. Континенти јужне хемисфере уобличују своје контуре. Пиринејском фазом снижене су и рашчлањене неке планине настале ларамијском фазом. Денудација и ерозија су смањене. Реке Европе усмерене су ка Северном мору, реке северне и јужне Америке према Атлантском океану, а реке Азије ка Аралско-туркестанском мору и Великом океану. Клима је азонална и променљива. Вегетација указује на влажну и топлу климу. Од минералних сировина најчешћи су каустобиолити, нафта и угаљ (Румунија, Албанија, Еквадор, Перу, Тексас...)

## Подела
Еоцен је епоха палеогена и према ICS дели се на четири века: приабониј, бартониј, лутетиј и ипресиј.
| Периода  | Епоха     | Век   | Почетак (Ma) | Крај (Ma) |
| -------- | --------- | ----- | ------------ | --------- |
| Палеоген |           |       |              |           |
| Олигоцен | Хатиј     | 27,82 | 23,03        |           |
| Олигоцен | Рупелиј   | 33,9  | 27,82        |           |
| Еоцен    | Приабониј | 37,71 | 33,9         |           |
| Еоцен    | Бартониј  | 41,2  | 37,71        |           |
| Еоцен    | Лутетиј   | 47,8  | 41,2         |           |
| Еоцен    | Ипресиј   | 56,0  | 47,8         |           |
| Палеоцен | Танетиј   | 59,2  | 56           |           |
| Палеоцен | Селандиј  | 61,6  | 59,2         |           |
| Палеоцен | Даниј     | 66,0  | 61,6         |           |